# Khâm sứ Tòa Thánh
Khâm sứ Tòa Thánh (hay còn gọi là: Khâm sai Tòa Thánh) (tiếng Anh: Apostolic Delegate) là người đại diện cho Tòa Thánh tại các quốc gia mà Tòa Thánh không có quan hệ ngoại giao. Khâm sứ được giáo hoàng phái đến những quốc gia này để làm người liên hệ với Giáo hội Công giáo ở nước sở tại trên lãnh vực phụng tự.
Trong nội bộ Giáo hội Công giáo, phẩm vị Khâm sứ Tòa Thánh ngang bằng với vị Sứ thần Tòa Thánh (Apostolic Nuncio) vì đều gọi chung là vị sứ thần, và hầu hết là một tổng giám mục; nhưng về mặt quan hệ quốc tế thì khâm sứ không có tư cách ngoại giao chính thức như sứ thần. Dù vậy, ở một số quốc gia thì khâm sứ cũng có được một số thẩm quyền nhỏ về ngoại giao. Nơi ở và làm việc của khâm sứ gọi là Tòa Khâm sứ.
Theo hệ thống cấp bậc phái viên Tòa Thánh, khâm sứ dưới sứ thần và trên đại diện không thường trú.